# Moneygram
Moneygram International, Inc., i marknadsföringssyfte skrivet MoneyGram, är ett amerikanskt fintechbolag tillika finansförmedling som erbjuder tjänster för betalningar och penningöverföringar över internet och via smartmobil. Företagets huvudkontor ligger i Dallas i Texas. Det har ett driftcenter i St. Louis Park i Minnesota, samt regionala och lokala kontor runt om i världen.
Den 1 juni 2023 förvärvades Moneygram av Madison Dearborn Partners.

## Historik
Moneygram International bildades 1998 när Minneapolis-baserade Travellers Express fusionerades med det Denver-baserade Integrated Payment Systems Inc.
Moneygram etablerades först som ett dotterbolag till Integrated Payment Systems och blev sedan ett oberoende företag innan det förvärvades av Travellers 1998.  2004 blev Travellers Express vad som idag är känt som MoneyGram International.

## Marknadsföring
Den 20 oktober 2022 tillkännagav Moneygram ett flerårigt titelsponsoravtal med Haas F1 Team (med teamet omdöpt till Moneygram Haas F1 Team ) för Formel 1-säsongen 2023 och framåt.